# Нафтогаз Тепло
«Нафтогаз Тепло» — українське підприємство, що виробляє електричну та теплову енергію на Новороздільській ТЕЦ та Новояворівській ТЕЦ, а також транспортує та постачає теплову енергію у містах Новий Розділ та Новояворівськ Львівської області.
Входить до складу компаній Групи Нафтогаз. НАК «Нафтогаз України» через дочірнє підприємство «Нафтогаз Тепло» управляє активами в галузі теплоенергетики.

## Історія
Компанію «Нафтогаз Тепло» створено у 2019 році як дочірню компанію НАК «Нафтогаз України», щоб прийняти в управління дві ТЕЦ та двох операторів системи розподілу (ОСР) при ТЕЦ у Новому Роздолі та Новояворівську (Львівська область), які були вилучених Спеціалізованою антикорупційною прокуратурою і Національним антикорупційним бюро. Зазначені активи було передано в Національне агентство України з виявлення, розшуку та управління активами, одержаними від корупційних та інших злочинів (АРМА), а далі — в управління «Нафтогаз Тепло» для того, щоб не допустити кризових ситуацій із теплозабезпеченням у містах.
На момент передачі активів в управління, колишні власники залишили 340 млн грн боргів за газопостачання, не сплачених державі. В стислі терміни на вході в опалювальний сезон також було створено колектив працівників, адже попередній персонал звільнився через невиплату заробітної плати, та розпочато управління теплозабезпеченням двох міст в складній ситуації.
Керівник — Михайльо Віталій Вікторович.

## Постачання тепла та гарячої води
Зазначається, що сьогодні ж ТОВ «Нафтогаз Тепло» отримало ліцензії на виробництво теплової і електричної енергії від Національної комісії, що здійснює державне регулювання у сферах енергетики та комунальних послуг (НКРЕКП).
В листопаді 2019 ТОВ «Нафтогаз Тепло» отримало ліцензії на виробництво теплової і електричної енергії від Національної комісії, що здійснює державне регулювання у сферах енергетики та комунальних послуг (НКРЕКП), а також визначено виконавцем комунальних послуг з постачання теплової енергії та гарячої води на території м. Новояворівськ.
Виконавчий комітет Новояворівської міської ради погодив тарифи з постачання теплової енергії та гарячої води для ТОВ «Нафтогаз Тепло» на рівні, встановленому для попереднього виконавця послуг — ПП «Гарант Енерго-М».
З того часу підприємство продає вироблену на Новояворівській та Новороздільській ТЕЦ електричну та теплову енергію бюджетним установам, релігійним організаціям та комерційним споживачам міст Новояворівськ та Новий Розділ, а також надає послуги з постачання теплової енергії та гарячої води населенню цих міст.

## Ремонт та модернізація
З 2019 року ТОВ «Нафтогаз Тепло» проводить технічні роботи в межах циклу з відновлення занедбаних попереднім власником, компанією «Енергія Новий Розділ», теплових та електричних мереж. Попередні управителі використовували обладнання без належного обслуговування та планових ремонтів, навіть уникаючи проведення регламентних робіт протягом 2016—2019 р.р. У місті Новий Розділ тепломережі у міжопалювальний період не були заповненні водою і тому теплотраса місяцями перетворювалась на іржу через корозію. Крім того, частина обладнання була відсутня або потребувала відновлення. Вперше за 20 років ТОВ «Нафтогаз Тепло» розпочало ремонтні роботи занедбаних теплових мереж. Станом на 1 грудня 2021 ТОВ Нафтогаз Тепло профінансувало ТЕЦ на 270 млн грн.
Наразі команда складається з експертів, які працюють над створенням і переходом до низьковуглецевого середовища. Підприємство розробило та поступово реалізовує стратегію модернізації ТЕЦ та перехід на альтернативні види палива, зокрема, на біопаливо.